# Human. :II: Nature.
Human.:||:Nature.(estilizado como HVMAN.: ||: NATVRE.) es el noveno álbum de la banda finlandesa de metal sinfónico Nightwish. Fue lanzado internacionalmente el 10 de abril de 2020 a través de Nuclear Blast. Es el primer álbum doble de la banda, con un segundo CD completo con música sinfónica orquestal.
Nightwish lanzó en 2020 el «Human. :||: Nature. World Tour» que, debido a la pandemia de Covid-19, se pospuso en numerosas ocasiones hasta 2022. Sin embargo, el grupo comenzó su gira en mayo de 2021 con dos conciertos en realidad virtual con Jukka Koskinen como bajista de reemplazo.
El día que se lanzó el álbum, Nightwish publicó videolirycs para todas las canciones del álbum. Human.:||:Nature. es el último álbum del bajista/cantante Marko Hietala.

## Antecedentes
Después de la gira del álbum Endless Forms Most Beautiful, la banda tomó un descanso de un año en el que Jansen se estaba centrando en su primera hija. El compositor y teclista Tuomas Holopainen dijo en una entrevista de 2016 que la banda continuaría entre los años 2018 y 2020, con otro álbum que continuará con los temas explorados en Endless Forms Most Beautiful. Después de la creación del álbum anterior, que describió como "el mejor trabajo de la banda hasta ahora", Holopainen no pudo escribir nuevo material para el próximo álbum debido a su falta de inspiración. En 2017, él junto a la cantante y su esposa Johanna Kurkela y el miembro de la banda, Troy Donockley, formaron el trío Auri para crear un álbum homónimo.
En julio de 2018, mientras la banda estaba de gira, Holopainen declaró que había escrito 80 o 90% del material para el próximo álbum de Nightwish, que consistiría en diez u once canciones. La grabación comenzó en julio de 2019, para un lanzamiento planificado para la primavera de 2020. La banda usaría los instrumentos orquestales de una manera diferente a la anterior, y Holopainen declaró: "Deseo buscar nuevas formas de usarla para que no suene igual que antes".
Jansen declaró en noviembre que creía que el proceso de grabación sería similar al de Endless Forms Most Beautiful, por lo que la banda pasó por largos ensayos antes de comenzar a grabar. El 1 de octubre de 2019, confirma que la grabación para el nuevo álbum se había completado, afirmando que estaba "muy, muy feliz". Tuomas Holopainen confirmo que el 18 de diciembre de 2019 para estar en Finnvox Studios mezclando el próximo álbum de estudio de Nightwish, que se lanzó en el primer trimestre de 2020.
La mezcla fue realizada por Holopainen, Tero Kinnunen y Mikko Karmila, y la masterización por Mika Jussila, en Finnvox Studios. El 10 de enero de 2020 Holopainen confirmó que la producción había terminado y que el álbum estaba listo para su lanzamiento. El título del álbum, la portada y otros detalles se publicaron el 16 de enero de 2020, incluida la fecha de lanzamiento.

## Características

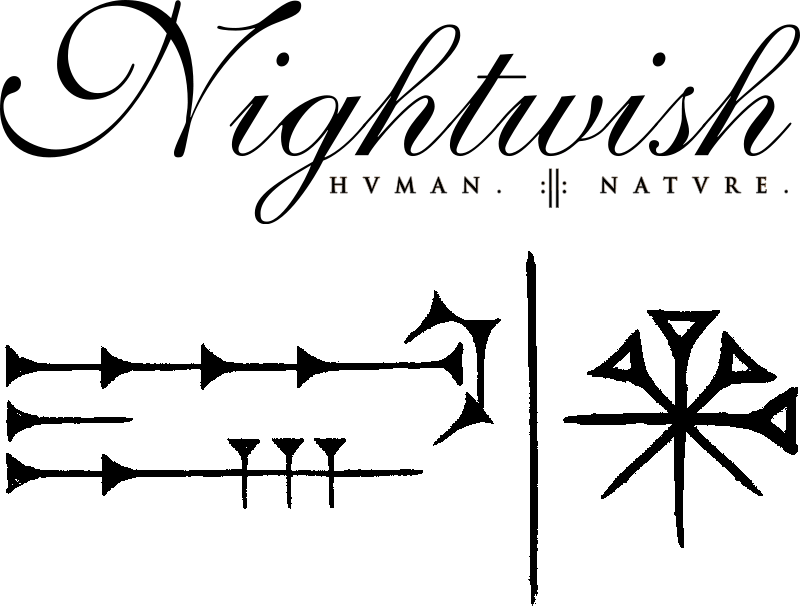
Logo que uso la banda para el álbum

Tuomas Holopainen, declara que al principio no sabía cómo se llamaría el álbum. El nombre le llegó durante el proceso de creación después de haber escrito cuatro o cinco canciones. Explica que se dio cuenta de que todas las canciones eran diferentes pero navegaban en las mismas aguas temáticamente hablando, y la palabra “humano” seguía apareciendo en los textos. Afirma que las canciones le inspiraron el título Human.:||: Nature. Las dos partes del título hacen referencia respectivamente a la humanidad y a la naturaleza. Además, Holopainen se divierte con el juego de palabras entre la oposición de los dos conceptos y el término “Naturaleza humana”, lo que concuerda bien con las letras de las canciones según él. Los dos palabras están separadas por un símbolo cuyo significado Holopainen declara no querer revelar para mantener el misterio. Según el sitio Nightwish.fr, se trata de un signo que sirve de separador o de enlace entre las dos palabras y es un “símbolo musical, que designa a la vez la continuación, el final y el comienzo”.
La portada del álbum está realizada por los artistas finlandesas Janne Pitkänen, más conocida como Toxic Angel, y Ravnheart. Representa una estela, en piedra, con dos símbolos cuneiformes grabados. Holopainen explica que el de arriba es el símbolo más antiguo conocido para designar el concepto de “naturaleza” o “dios”, es un símbolo sumerio que data del 2400 a. C. El de abajo es un símbolo asirio que data del 800 a. C. y significa “humano”. Así para él “¡el título del álbum está en la ilustración misma!”. Para crear la portada, Floor Jansen declara que el tecladista fue a ver a los dos artistas con las letras para visualizar la portada juntos. Al no encontrar un término para convenir a las dos palabras, Toxic Angel y Ravnheart tuvieron la idea de buscar en las formas más antiguas de escritura creadas por los hombres para decir estas dos palabras. Para evitar que “un historiador llegue y diga: ‘Buscaste mal en Google, eso significa esto’”, el grupo pide la ayuda de un especialista en el tema, amigo de Troy Donockley, para verificar la autenticidad de las dos palabras.

### Composición
El álbum presenta una amplia colaboración vocal entre Jansen, Marco y Troy Donockley, que "trae un sonido completamente nuevo en la banda", según Jansen. Se puede reflejar, por ejemplo, en la primera canción del álbum, "Music", que describe la historia de la música, "desde los primeros sonidos hasta la música tal como la conocemos hoy". Esta canción comienza con una introducción larga y se describe como muy armónica y melódica.
Hatho describe a "Tribal" como pesado y con mucha percusión. Esta canción junto con otras pistas del álbum le exigió a Hahto que actualizara su equipo de trabajo. Según Hahto, esta canción es un ejemplo de la variedad de los diferentes estilos musicales presentados en todo el álbum.

## Recepción

### Críticas
El álbum recibió críticas generalmente positivas de los críticos de música tras su lanzamiento. En Metacritic, asigna una calificación normalizada de 100 a las reseñas de los críticos principales, el álbum tiene una puntuación promedio de 66 basada en 4 reseñas, lo que indica "reseñas generalmente favorables". AllMusic le dio al álbum una crítica positiva, diciendo: "Aunque el trabajo parece parte integral de la estética de Nightwish, por sí solo puede no atraer a todos los fanáticos. Dicho esto, agrega profundidad y dimensión a Human: II: Nature. que es, con una excepción, una salida constante y profundamente satisfactoria que valió la pena esperar.
Kerrang dio al álbum 3 de 5 y opinó: "En el mejor de los casos, Hvman: ||: Natvre tiene la magia impresionante que ha convertido a Nightwish en una de las bandas más grandes de Europa. Pero esta vez hay la sensación de que para un concepto tan grande, las cosas no han ido lo suficientemente lejos.

### Reconocimientos
| Año  | Ceremonia   | Premio              | Resultado |
| ---- | ----------- | ------------------- | --------- |
| 2021 | Emma Awards | Álbum del año       | Nominado  |
| 2021 | Emma Awards | Metal Álbum del año | Ganador   |

### Gira mundial
Originalmente, la gira estaba programada para comenzar en la primavera europea de 2020, pero debido a la pandemia de COVID-19, la banda pospuso la gira para el próximo año.
La banda comenzó su gira mundial en mayo de 2021 con una transmisión en vivo. Ambas actuaciones habían batido récords con la primera atrayendo a 150.000 espectadores y estableciéndola como la actuación virtual más vista en Finlandia, con una taquilla que superó el millón de euros. La banda reanudó su gira en Finlandia a finales de julio de 2021 con una actuación "secreta" en Oulu. La gira está programada para concluir en junio de 2023.

## Canciones
| Disc 1 |                    |          |  |
| N.º    | Título             | Duración |  |
| 1.     | «Music»            | 7:23     |  |
| 2.     | «Noise»            | 5:40     |  |
| 3.     | «Shoemaker»        | 5:19     |  |
| 4.     | «Harvest»          | 5:13     |  |
| 5.     | «Pan»              | 5:18     |  |
| 6.     | «How's the Heart?» | 5:02     |  |
| 7.     | «Procession»       | 5:31     |  |
| 8.     | «Tribal»           | 3:56     |  |
| 9.     | «Endlessness»      | 7:11     |  |
| 50:33  |                    |          |  |

| Disc 2 – "All the Works of Nature Which Adorn the World" |                                                 |          |  |
| N.º                                                      | Título                                          | Duración |  |
| 10.                                                      | «Vista»                                         | 3:59     |  |
| 11.                                                      | «The Blue»                                      | 3:35     |  |
| 12.                                                      | «The Green»                                     | 4:42     |  |
| 13.                                                      | «Moors»                                         | 4:44     |  |
| 14.                                                      | «Aurorae»                                       | 2:07     |  |
| 15.                                                      | «Quiet as the Show»                             | 4:05     |  |
| 16.                                                      | «Anthropocene» (incl. "Hurrian Hymn to Nikkal") | 3:05     |  |
| 17.                                                      | «Ad Astra»                                      | 4:41     |  |
| 31:02                                                    |                                                 |          |  |

## Miembros
Toda la información en el booklet del álbum .
Nightwish
- Floor Jansen - Voz femenina
- Emppu Vuorinen- guitarras
- Marko Hietala- bajo, voz masculina (canción 9), guitarra acústica, voz de respaldo
- Kai Hahto-batería y percusiones
- Tuomas Holopainen- teclados, piano, sintetizador, productor, mezclador y compositor.
- Troy Donockley- , guitarras, voz masculina (canción 4), voz de respaldo, gaita, buzuki, flauta irlandesa, bodhram, aerófono.

Producción
- Tero Kinnunen, Mikko Karmila- Productor, mezclador
- Mika Jussila- Masterizador
- Geraldine James- narradora en "All the Works of Nature Which Adorn the World" ("Vista", "Ad Astra")
- Johanna Kurkela narradora en "Shoemaker"

Músicos adicionales
- Pip Williams- arreglos orquestales
- James Sherman - conductor
- Pale Blue Orchestra- orquesta
- Metro Voice - coro

## Posicionamiento

### Semanal
| Gráfico (2020)                             | Pico de posición |
| ------------------------------------------ | ---------------- |
| Alemania (Offizielle Top 100)              | 1                |
| Australia (ARIA)                           | 7                |
| Austria (Ö3 Austria)                       | 2                |
| Bélgica (Ultratop flamenca)                | 11               |
| Bélgica (Ultratop valona)                  | 41               |
| Canadá (Billboard Canadian Albums)         | 85               |
| República Checa (ČNS IFPI)                 | 4                |
| España (PROMUSICAE)                        | 1                |
| Francia (SNEP)                             | 53               |
| Finlandia (Suomen Virallinen Lista)        | 1                |
| Hungría (MAHASZ)                           | 2                |
| Italia (FIMI)                              | 45               |
| Japón (Oricon)                             | 39               |
| Noruega (VG-lista)                         | 4                |
| Países Bajos (Album Top 100)               | 2                |
| Polonia (ZPAV)                             | 3                |
| Portugal (AFP)                             | 3                |
| Escocia (Scottish Albums Chart)            | 5                |
| Suecia (Sverigetopplistan)                 | 11               |
| Suiza (Schweizer Hitparade)                | 2                |
| Reino Unido (UK Albums Chart)              | 53               |
| Reino Unido (UK Independent Albums)        | 2                |
| Reino Unido (UK Rock & Metal Albums)       | 1                |
| Estados Unidos (Billboard 200)             | 110              |
| Estados Unidos Billboard (Top Album Sales) | 5                |